# 호르헤 솔레르
호르헤 카를로스 솔레르 카스티요(스페인어: Jorge Carlos Soler Castillo, 1992년 2월 25일~)는 자유 계약 선수로 활약하는 쿠바의 프로 야구 외야수이다. 2024년 현재 샌프란시스코 자이언츠 소속이다. 그는 메이저 리그 베이스볼에서 시카고 컵스, 캔자스시티 로열스와 애틀랜타 브레이브스를 위하여 활약하였다. 그는 2016년과 2021년에 각각 컵스와 브레이브스와 함께 월드 시리즈를 우승하였으며 후기에 월드 시리즈 MVP 상을 수상하였다. 솔레르는 국제 대회에서 쿠바 야구 국가대표팀을 위하여 활약하였다. 그는 2011년 쿠바를 탈출하여 메이저 리그 베이스볼에서 경력을 추구하였다. 아이티에서 거주를 설립한 후, 솔레르는 컵스와 함께 9년 계약을 맺었다. 그는 2014년 자신의 메이저 리그 데뷔를 이루었다. 2016년 시즌 후에 컵스는 솔레르를 로열스로 이적시켰다.

## 쿠바 경력
설레르는 2010년 세계 주니어 야구 선수권 대회에서 쿠바 야구 국가대표팀을 위하여 활약하여 .304 타구 평균, .500 출루율과 .522 장타율을 가졌다. 그의 9개의 볼넷은 토너먼트에서 2번째로 가장 많은 것이었다. 쿠바는 동메달을 획득하였다. 솔레르는 쿠바 내셔널 시리즈에서 인두스트리알레스와 잠시 활약하였다.
솔레르는 메이저 리그 베이스볼에서 자신의 경력을 추구하는 데 2011년 쿠바로부터 달아났다. 그는 아이티에서 거주를 설립하였다. 2012년 6월 2일 솔레르는 해외자산통제국에 의하여 차단 해제되어 자신을 메이저 리그 자유 계약 선수로 만들었다. 자유 계약 선수로서 많은 팀들은 솔레르를 입찰에 참여하였다.

## 스카우팅 프로필
솔레르는 6 피트 4 인치 (1.93m), 215 파운드 (98kg)이다. 그는 우익수를 맡을 것 같은 강력 타자 외야수로서 묘사되었다. 2011년 베이스볼 아메리카의 짐 캘리스는 솔레르를 "잠재적으로 5툴과 함께 한 19세의 선수"로서 묘사하였다. 캘리스에 의하면 솔레르는 자신이 자격이 있던 2010년 드래프트에서 톱 5의 선발 선수를 지낼 수 있었다고 한다. 베이스볼 프로스펙터스의 케빈 골드스타인은 2012년 시즌에 대비하여 최구 야구 전망 선수들의 자신의 명단에 솔레르를 순위에 매기지 않았다. 어떤 팀들은 더 높은 프로필의 쿠바 망명자 요에니스 세스페데스에 솔레르를 오히려 좋아했다. ESPN.com의 키스 로는 솔레르가 드래프트되는 데 자격이 있던 2012년 메이저 리그 베이스볼 드래프트에서 톱 5의 드래프트 선택의 재능을 가졌다는 것을 지적하였다. 폭스 뉴스를 위하여 기사를 쓴 마우리시오 루비오는 "그의 경력 초기에 그는 서두르지 않았다는 이유로 벤치에 앉혔고 별도의 사건으로 그는 방망이와 함께 상대 덕아웃을 향하여 달렸다."고 썼다. 스포팅 뉴스를 위하여 기사를 쓰는 제프 맨스는 "햄스트링 부상 외에 솔레르와 함께 한 가장 큰 문제는 그의 성질이다 ... 그는 자신의 9년, 3천만 달러 계약을 맺은지 짧은 후에 마이너 리그 진영에 보고하는 데 실패한 후 컵스와 함께 잘못된 발로 시작하여 그가 즉시 시카고에서 있어야 할 것을 느꼈다. 컵스의 황동에 대한 또다른 두려움은 오른손잡이 투구를 치는 데 그의 상대적 무능력이었다."고 주목하였다.
스탯캐스트에 의하면 솔레르의 평균 발포 속도는 2016년 한 시간에 91.39 마일 (147.08 km/h)이었다.

## 미국 경력

### 마이너 리그
2012년 6월 11일 솔레르는 보고적으로 시카고 컵스와 함께 9년, 3천만 달러의 계약을 맺었다. 컵스는 총지배인 제드 호이어가 이것을 부정하였어도 그가 자유 계약 선수로 선언되기 전에 보고적으로 솔레르와 거래로 동의하였다. 그는 그 같은 시즌에 AZL 컵스와 자신의 프로 데뷔를 이루고 8월에 페오리아 치프스로 승진되었다. 2개의 팀들 사이에 34개의 경기에서 그는 5개의 홈런과 25개의 타점과 함께 .299 점을 타구하였다.
2013년 4월 10일 데이토나 컵스와 활약한 동안 벤치 클리어링에 이어 즉시 솔레르는 야구 방망이를 휘두른 동안 상대편 클리어워터 스레셔스의 더그아웃을 돌진하였다. 그는 경기로부터 퇴장을 당하여 벌금을 물었고 5개의 경기 출장 정지를 받았다. 솔레르는 데이토나와 함께 2013년의 전체를 보내며 55개의 경기에서 8개의 홈런과 35개의 타점과 함께 .281/.343/.467 점을 타격하였다.
솔레르는 2014년 시즌을 테네시 스모키스와 함께 시작하였다. 그해 7월 22일 6개의 홈런과 22개의 타점과 함께 .415/.494/.862 점을 타격한 후, 솔레르는 아이오와 컵스로 승진되었다.

### 시카고 컵스
2014년 8월 25일 솔레르는 처음으로 시카고 컵스로 소집되었다. 자신의 소집에 대비하여 아이오와를 위하여 32개의 경기에서 그는 8개의 홈런과 29개의 타점과 함께 .282 점을 타구하고 있었다. 8월 27일 자신의 메이저 리그 데뷔에서 신시내티 레즈의 투수 맷 라토스를 향한 솔레르는 자신의 첫 메이저 리그 타수에서 홈런을 쳐 메이저 리그 베이스볼 역사상 그렇게 하는 데 117번째 선수가 되었다. 9월 1일 솔레르는 메이저 리그에서 자신의 첫 5개의 경기의 각각에 최소한 하나의 장타를 가지는 데 지난 100년의 세월에 3번째 만의 메이저 리그 선수가 되는 데 컵스를 위한 자신의 데뷔에서 2개의 2루타를 가졌다. 이틀 후에 솔레르는 메이저 리그 선수로서 자신의 첫 7개의 경기에서 10개 만큼 많은 타점과 함께 컵스 역사상 두번째 선수가 되었다. 6월 초순에 발목 부상이 그를 외면했을 때까지 솔레르는 컵스의 2015년 시즌을 위하여 출발 우익수였다. 그는 재활에 시간을 보낸 후 7월 5일 출발 정렬로 복귀하였다. 그는 .268의 타구 평균, 15개의 홈런과 67개의 타점과 함께 정규 시즌을 끝냈다.
2015년 솔레르의 포스트시즌 데뷔에 그는 내셔널 리그 디비전 시리즈의 첫 경기에서 9번째 이닝에 대타자로 걸었고, 스트레이트 센터로 2루타와 2점 홈런, 2번째 경기에서 2개 더의 볼넷, 그리고 3번째 경기에서 또다른 홈런, 1루타와 2개의 볼넷과 함께 따라졌다. 기록을 세운 솔레르는 자신이 5개의 볼넷을 기록하고 2개의 홈런, 2루타와 1루타를 친 것에 9회 연속으로 본루에 도달하면서 자신의 포스트시즌을 시작하였다. 4번째 경기에서 솔레르는 본루에 토니 크루스의 경기를 절약하는 이닝 엔딩 아웃에 외야수 보조와 함께 세인트루이스 카디널스의 이닝 랠리를 동점매긴 경기를 끝냈다. 컵스는 6 대 4로 경기를 우승하고, 내셔널 리그 챔피언십 시리즈로 진출하는 데 4개의 경기에서 라이벌 카디널스를 꺾었다.
컵스와 함께 솔레르의 활약 시간은 2016년에 떨어져 이전의 해에 101개에 비교하여 86개의 경기에서 활약하였다. 컵스는 정규 시즌의 전체를 위하여 가장 지배적인 팀이었으며 우승 후보로서 포스트시즌에 들어갔다. 플레이오프에서 13개의 타석을 통하여 솔레르는 4개의 스트라이크아웃, 3개의 볼넷과 2개의 안타를 합산하였다. 그의 3루타의 안타는 월드 시리즈에서 왔다. 2개의 가장 두드러진 것은 3번째 경기에서 브라이언 쇼에 3루타였다. 컵스는 7개의 경기에서 클리블랜드 인디언스에 월드 시리즈를 우승하러 갔다.

### 캔자스시티 로열스
2016년 12월 7일 컵스는 웨이드 데이비스를 위하여 솔레르를 캔자스시티 로열스로 이적시켰다. 부상과 불일치의 연발 후에 솔레르는 6월 2일 오마하 스톰체이서스로 강등되었다. 오마하를 위한 74개의 경기에서 그는 24개의 홈런과 59개의 타점과 함께 .267 점을 타구하였고, 캔자스시티를 위하여 2개의 홈런과 6개의 타점과 함께 .144의 타구 평균을 수집하였다.
솔레르는 로열스의 출발 우익수로 2018년을 시작하였다. 하지만 6월 중순에 발가락 골절을 겪은 후, 그는 한해의 나머지 동안 소외되었다. 61개의 경기에 그는 9개의 홈런과 함께 .265 점을 쳤다. 솔레르는 2019년 부상으로부터 복귀하여 우익수와 지명 타자 사이에 시간을 나누었다. 9월 3일 그는 자신의 시즌의 39번째 홈런을 쳐 싱글 시즌에 가장 많은 홈런으로 로열스의 기록 보유자가 되었다. 아지 다음날 밤에 솔레르는 싱글 시즌에 최소한 40개의 홈런을 기록하는 데 첫 로열스 선수가 되었다.
2019년 그는 .265 점을 타구하여 589개의 타수에서 48개의 홈런과 178개의 스트라이크아웃과 함께 아메리칸 리그를 이끌었다. 그의 홈런 총수는 쿠바 출신의 선수에 의한 싱글 시즌에서 여태까지 가장 많은 것이었다.
2020년 코로나19 범유행으로 짧아진 시즌에 솔레르는 43개의 경기에서 8개의 홈런과 24개의 타점과 함께 .228 점을 타구하였다. 로열스와 함께 2021년 시즌의 시작에 그는 308개의 타수에서 .192/.288/.370 점을 타구하였다.

### 애틀랜타 브레이브스
2021년 7월 30일 솔레르는 케이시 컬리치를 위한 교환에서 애틀랜타 브레이브스로 이적되었다.
2021년 그는 로열스와 브레이브스 사이에 516개의 타수에서 27개의 홈런과 70개의 타점에서 .223/.316/.432 점을 타구하였다. 브레이브스와 함께 그는 .269/.358/.524 점을 쳤다. 그의 홈런은 423 피트를 평균하여 전체 메이저 리그 타자들의 가장 긴 평균 홈런 길이였다.
코로나19 부상자 명단에 10일을 보낸 후 자신의 첫 출연에 솔레르는 2021년 월드 시리즈의 첫 경기에서 프램버 발데스에 리드 오프 홈런을 쳤다. 4번째 경기에서 솔레르는 월드 시리즈에서 팀에게 3 대 1의 선두를 이끈 브레이브스에게 3 대 2의 선두를 주는 데 7번째 이닝에서 대타 홈런을 쳤다. 6번째 경기에서 그는 브레이브스에게 3 대 2의 선두를 주는 데 자신의 3번째 홈런을 쳤다. 그는 월드 시리즈 MVP 상을 수상하는 데 역사상 3번째 지명 타자가 되었다.